# King David (1985)
King David is een Amerikaans filmepos uit 1985 geregisseerd door Bruce Beresford. Het is een verfilming van het leven van Koning David volgens de Hebreeuwse Bijbel en meer bepaald uit de boeken 1 en 2 Samuel, 1 kronieken en de psalmen over David. De film werd uitgebracht door Paramount Pictures. Onder andere omwille van de negatieve kritieken van recensenten werd de film een financiële flop.

## Verhaal
In het jaar 1000 voor Christus verbreekt Saul zijn geloof met God nadat hij de oorlog met de Amalekieten verloor. Volgens de profeet Samuel hebben de Israëlieten een nieuwe koning nodig: David, de jongste zoon van Jesse. David is het niet eens met Samuels profetie en is van mening dat hij het verzoek rechtstreeks van God moet vernemen.
Saul roept David op om te vechten tegen de Filistijnen. Daar doodt David de reus Goliat met een handkatapult. Daardoor wordt David een held. Hij trouwt met Michal, de dochter van Saul en Ahinoam. Davids populariteit stijgt bij het volk waardoor Saul vreest dat hij wordt verdrongen. Met de hulp van Jonathan kan David ontsnappen.
David zoekt Achimelech op. Deze hogepriester leert hem het woord van God en brengt hem bij de Ark des Verbonds die tot zijn verbazing in een grot verborgen ligt. Saul en zijn leger kunnen David opsporen, maar kan ontsnappen met hulp van Ahimelech. Deze laatste wordt gedood door Saul wegens het hulp bieden aan een voortvluchtige. De daaropvolgende jaren leeft David als een nomaad, trouwt met drie vrouwen en verwekt twee zonen.
David is het nomadenleven beu. Hij steelt het zwaard van Saul en gaat daarna een confrontatie met hem aan. David legt uit dat hij niet vijandig is ingesteld want anders had hij Saul met diens zwaard vermoord. Saul is vereerd en gaat akkoord. Hij verklaart dat hij David aanziet als een soort pleegzoon. David wordt gewaarschuwd dat die belofte van korte duur zal zijn en hij hulp moet inroepen van Achis, leider van de Filistijnen. Daar biedt David zijn diensten aan als huursoldaat op voorwaarde dat het Filistijnse leger de Israëlieten niet zullen aanvallen. Achis gaat akkoord op voorwaarde dat als David ooit koning wordt van de Israëlieten, Achis al het ingenomen Filistijnse landgoed terugkrijgt. David gaat akkoord daar hij van mening is dat hij nooit koning zal worden, doch dit verandert nadat Saul en Jonathan in de strijd het leven laten.
Davids karakter verandert zodra hij koning is. Hij  wordt ijdel, egoïstisch en legt de instructies van de profeten naast zich. Daarnaast wil hij een mooie tempel bouwen waar de Ark des Verbonds zal worden bewaard. De profeet Natan is het hiermee niet eens want God verkiest soberheid en simpelheid. 
David krijgt gevoelens voor Batseba. Zij klaagt dat ze door haar man Uria mishandeld wordt en Uria weigert met haar een kind te verwekken. Uria wordt via een list in de strijd vermoord. David trouwt met Batseba. Op de huwelijksdag vermoordt Davids zoon Absalom zijn halfbroer Amnon omdat deze hun halfzus Tamar heeft verkracht. Volgens de wet zou David zijn zoon ter dood moeten veroordelen, maar hij meent dat Absalom opkwam voor zijn halfzus en dus verbant hij hem uit het koninkrijk.
Volgens profeet Nathan zal het eerste kind van David met Batseba als kind sterven als wraak van God naar aanleiding van de dood van Uria. David zoekt genade bij God, maar zoals voorspelt sterft het kind op zijn zevende levensdag. Zijn tweede kind met Batseba - Salomo - wordt gezien als opvolger van de troon, maar David meent dat die eer Absalom toekomt daar deze zijn oudste zoon is.
Na drie jaar wil Absalom zijn ballingschap aanvechten. Volgens de adviseurs van David is Absalom een verrader, maar David verdedigt zijn zoon. Absalom is niet op de hoogte dat hij de troonopvolger is, dus start hij een oorlog tegen het koninkrijk. Het verdedigende leger doodt ondanks verbod van David Absalom. Nathan verwijt David dat hij tegen de wil van God in heeft gehandeld. David beseft dat hij de profetie moet waarmaken naar Gods believen: hij drijft de Filistijnen uit Israel en breekt de tempel af waarin de Ark des Verbonds zou worden bewaard.
Na veertig jaar duidt David Salomo aan als troonopvolger en geeft hem de raad het koninkrijk te regeren via zijn hartsgevoelens.

## Rolverdeling
| Acteur                 | Personage          |
| ---------------------- | ------------------ |
| Richard Gere           | David              |
| Ian Sears              | David (als kind)   |
| Edward Woodward        | Saul               |
| Alice Krige            | Batseba            |
| Denis Quilley          | Samuel             |
| Niall Buggy            | Nathan             |
| Cherie Lunghi          | Michal             |
| Hurd Hatfield          | Achimelech         |
| Jack Klaff             | Jonathan           |
| John Castle            | Abner              |
| Tim Woodward           | Joab               |
| David de Keyser        | Achitofel          |
| Simon Dutton           | Eliab              |
| Jean-Marc Barr         | Absalom            |
| Shimon Avidan          | Absalom (als kind) |
| Arthur Whybrow         | Jesse              |
| Christopher Malcolm    | Doëg               |
| Valentine Pelka        | Shammah            |
| Ned Vukovic            | Malchishua         |
| Gina Bellman           | Tamar              |
| James Coombes          | Amnon              |
| James Lister           | Uriah              |
| Jason Carter           | Salomo (als kind)  |
| Nicholas van der Weide | Salomo             |
| Genevieve Allenbury    | Ahinoam            |
| Massimo Sarchielli     |                    |
| Aïché Nana             | Ahinoab            |
| Ishia Bennison         | Maächa             |
| Jenny Lipman           | Abigaïl            |
| Marino Masé            | Agag               |
| George Eastman         | Goliat             |
| Roberto Renna          | Zabad              |
| Anton Alexander        |                    |
| Michael Müller         | Abinadab           |
| Mark Drewry            | Isboset            |
| John Gabriel           | Josafat            |
| Lorenzo Piani          | wachter            |
| John Barrard           | Benjamite          |
| David Graham           | Ephraimite         |
| John Hallam            |                    |
| Tomás Milián           | Akiss              |

## Nominatie
| Prijs                        | Categorie        | Ontvanger(s) | Resultaat   |
| ---------------------------- | ---------------- | ------------ | ----------- |
| Golden Raspberry Awards 1985 | Slechtste acteur | Richard Gere | Genomineerd |